# Łęg Ręczyński
ŁęG Ręczyńesquí [pronunciación en polaco: /ˈwɛnk rɛnˈt͡ʂɨɲski/] es un pueblo ubicado en el distrito administrativo de Gmina Ręczno, dentro del Distrito de Piotrków, Voivodato de Łódź, en Polonia central. Se encuentra aproximadamente a 5 kilómetros al este de Ręczno, a 28 kilómetros al sureste de Piotrków Trybunalski, y a 72 kilómetros al sureste de la capital regional Łódź.
El pueblo tiene una población de 180 habitantes.